# P.MC e DJ Deco Murphy
P.MC e DJ Deco Murphy foi uma dupla de rap brasileira formada pelo rapper P.MC em parceria com o DJ Deco Murphy. 
A dupla foi formada na cidade mineira de Juiz de Fora em 1988, quando se apresentavam em bailes e concursos de rap. Em 1998 lançaram seu único CD, "Identidade", pelo selo Virgin Records. Deste álbum, eles emplacaram as faixas "Alô Brasil" e "Vamo Falá", que chegou a destacar-se nas rádios da cena rap e hip hop paulistanas, e Vai Pirar, que conta com a participação do Charlie Brown Jr.
Eles passam a participar ativamente do cenário Rap e Hip-Hop paulista, compondo e cantando em diversos encontros e shows. A parceria ainda viajaria para a Inglaterra e Alemanha para participar de simpósio de cultura hip hop e do famoso Battle of the Year, a grande batalha das “crews” ou equipes de Hip Hop.
Em 1999, os dois se juntariam ao MC Suave para formar o Jigaboo.

## Discografia
1998 - Identidade (Virgin Records, CD)
| #  | Faixa                                                                 |
| -- | --------------------------------------------------------------------- |
| 1  | Correria                                                              |
| 2  | Alô Brasil                                                            |
| 3  | Vamô Fala!                                                            |
| 4  | Carta para os Manos                                                   |
| 5  | Luz Vermelha                                                          |
| 6  | Isso Aqui Também É Nosso (Part. MV Bill, Câmbio Negro & Visão de Rua) |
| 7  | Vai Pirar (Part. Charlie Brown Jr.)                                   |
| 08 | Não Queria Crescer (Part. Fat Family)                                 |
| 09 | Minha Companheira (Part. Muamba)                                      |
| 10 | Vibrações Positivas                                                   |
| 11 | Baladas Erradas                                                       |
| 12 | A Caçada Continua                                                     |
| 13 | Identidade (Part. Calibre Verbal)                                     |
| 14 | A Caçada Continua (Hip Hop Mix)                                       |

## Prêmios e Indicações
| Ano  | Prêmio                      | Categoria                | Indicação  | Resultado | Ref. |
| ---- | --------------------------- | ------------------------ | ---------- | --------- | ---- |
| 1998 | MTV Video Music Brasil 1998 | Melhor Videoclipe de RAP | Vamo Falá! | Indicado  |      |